# 1979

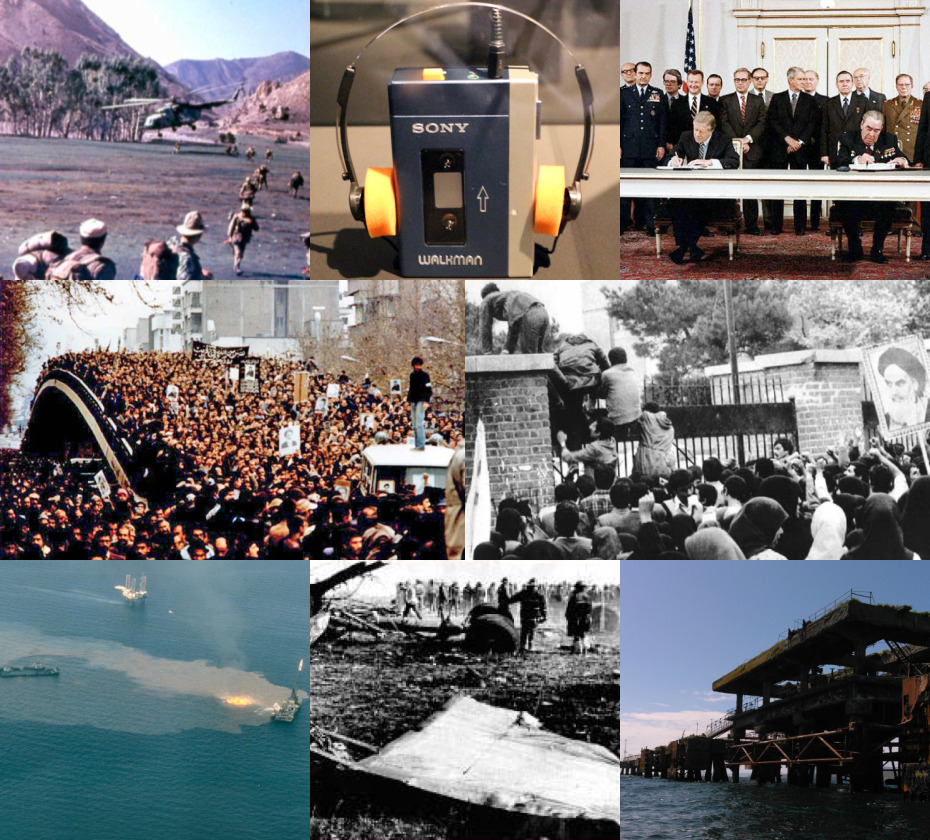

1979 (MCMLXXIX) là một năm thường bắt đầu vào Thứ hai của lịch Gregory, năm thứ 1979 của Công nguyên hay của Anno Domini, the năm thứ 979  của thiên niên kỷ 2, năm thứ 79  của thế kỷ 20, và năm thứ  10  và cuối cùng của thập niên 1970. 

## Sự kiện

### Tháng 1
- 1 tháng 1:
  - Hoa Kỳ và Cộng hòa Nhân dân Trung Hoa thiết lập quan hệ ngoại giao.
  - Hans Hürlimann trở thành tổng thống Thụy Sĩ
  - Hoa Kỳ hủy bỏ quan hệ ngoại giao với Trung Hoa Dân Quốc
- 7 tháng 1:
  - Quân đội Việt Nam tiến vào thủ đô Phnom Penh, chấm dứt sự thống trị của Khmer đỏ
  - Anne tóc đỏ dưới chái nhà xanh, loạt phim hoạt hình anime chuyển thể từ tiểu thuyết cùng tên của Lucy Maud Montgomery chính thức lên sóng
- 9 tháng 1: Dominica trở thành thành viên trong UNESCO

### Tháng 2
- 12 tháng 2: Đài Phát thanh - Truyền hình Lạng Sơn chính thức được thành lập
- 17 tháng 2: Chiến tranh Việt-Trung

### Tháng 3
- 16 tháng 3: Quân Đội Trung Quốc rút quân khỏi Việt Nam
- 31 tháng 3: Quân đội Anh rút khỏi Malta

### Tháng 4
1 tháng 4: Phạm Tuân người Châu Á đầu tiên bay ngoài vũ trụ

### Tháng 5
- 23 tháng 5: Karl Carstens trở thành tổng thống Đức.
- 25 tháng 5: Chicago, Illinois, Hoa Kỳ. Một chiếc máy bay McDonnell Douglas DC-10 của American Airlines rơi. Tất cả 271 người trên máy bay đều chết.

### Tháng 7
- 12 tháng 7: Kiribati độc lập.

### Tháng 8
- 13 tháng 8: Tàu Cap Anamur đến Biển Đông cứu vớt những người Việt vượt biển đầu tiên, bắt đầu một chương trình cứu nạn 7 năm.

### Tháng 9
- 16 tháng 9: Đài Phát thanh - Truyền hình Tiền Giang chính thức được thành lập
- 18 tháng 9: St. Lucia trở thành thành viên Liên Hợp Quốc

### Tháng 10
4 tháng 10-24 tháng 10: Bão Tip đổ bộ,phá hủy 22.000 ngôi nhà và 86 người chết

### Tháng 11
- 4 tháng 11: Giam giữ con tin trong đại sứ quán Hoa Kỳ tại Tehran.
- 26 tháng 11: Jidda, Ả Rập Xê Út. Một chiếc Boeing 707 của Pakistan International Airlines rơi. Tất cả 156 người trên máy bay đều chết
- 28 tháng 11: Núi Erebus, Nam Cực. Một chếc DC-10 của Air New Zealand rơi. Tất cả 257 người trên máy bay đều chết

### Tháng 12
- 9 tháng 12: Một ủy ban của Liên Hiệp Quốc gồm các nhà khoa học nổi bật chứng nhận bệnh đậu mùa được tiệt trừ trên toàn cầu.

## Sinh

### Tháng 1
- 4 tháng 1: Bilica, cầu thủ bóng đá người Brasil
- 5 tháng 1:
  - Giuseppe Gibilisco, vận động viên điền kinh người Ý
  - Claudia Bahamón, người mẫu, kiến trúc sư, dẫn chương trình người Colombia
- 7 tháng 1: Christian Lindner, chính trị gia người Đức
- 9 tháng 1:
  - Markus Larsson, vận động viên chạy ski người Thụy Điển
  - Sarah Polley, nữ diễn viên người Canada
- 12 tháng 1: David Zabriskie, tay đua xe đạp người Mỹ
- 13 tháng 1: Mirosław Spiżak, cầu thủ bóng đá người Ba Lan
- 16 tháng 1: Aaliyah, nữ ca sĩ nhạc R&B người Mỹ (m. 2001)
- 17 tháng 1: Ricardo Cabanas, cầu thủ bóng đá người Thụy Sĩ
- 18 tháng 1:
  - Paulo Ferreira, cầu thủ bóng đá người Bồ Đào Nha
  - Châu Kiệt Luân, ca sĩ kiêm nhạc sĩ người Đài Loan, chồng của người mẫu, dẫn chương trình Côn Lăng
- 20 tháng 1:
  - Will Young, ca sĩ người Anh
  - Emiliano Bonazzoli, cầu thủ bóng đá người Ý
- 21 tháng 1: Sebastian Schindzielorz, cầu thủ bóng đá người Đức
- 23 tháng 1: Benjamín Noval, tay đua xe đạp người Tây Ban Nha
- 24 tháng 1: Tatyana Ali, nữ diễn viên và nữ ca sĩ
- 27 tháng 1: Rosamund Pike, nữ diễn viên người Anh
- 30 tháng 1:
  - Raphael Schäfer, cầu thủ bóng đá người Đức
  - Davide Simoncelli, vận động viên chạy ski người Ý
  - Hoa Thúy, nữ diễn viên, nghệ sĩ ưu tú người Việt Nam
- 31 tháng 1:
  - Brahim Asloum, võ sĩ quyền Anh người Pháp, huy chương Thế Vận Hội
  - Felix Sturm, võ sĩ quyền Anh

### Tháng 2
- 1 tháng 2: Mahek Chahal, nữ diễn viên Ấn Độ/Na Uy
- 2 tháng 2: Fani Halkia, nữ vận động viên điền kinh Hy Lạp, huy chương Thế Vận Hội
- 3 tháng 2: Marie Zielcke, nữ diễn viên người Đức
- 5 tháng 2: Mirko Hrgovic, cầu thủ bóng đá
- 6 tháng 2: Wolodymyr Bileka, tay đua xe đạp Ukraina
- 7 tháng 2: 
  - Daniel Bierofka, cầu thủ bóng đá Đức
  - Florian Eckert, vận động viên chạy ski Đức
  - Nhật Tinh Anh, ca sĩ người Việt Nam - cựu thành viên nhóm 1088
- 9 tháng 2: 
  - Zhang Ziyi, nữ diễn viên Trung Quốc
  - Irina Eduardovna Slutskaya, nữ vận động viên trượt băng nghệ thuật Nga
  - Mena Suvari, nữ diễn viên Mỹ
- 11 tháng 2: Brandy Norwood, nữ ca sĩ Mỹ, nữ diễn viên
- 12 tháng 2: Rafael Márquez, cầu thủ bóng đá México
- 16 tháng 2: Valentino Rossi, người đua mô tô Ý
- 17 tháng 2: 
  - Alexander Naumann, người đánh cờ Đức
  - Cara Black, nữ vận động viên quần vợt Zimbabwe
- 19 tháng 2: Steven Cherundolo, cầu thủ bóng đá Mỹ
- 21 tháng 2: Jennifer Love Hewitt, nữ diễn viên Mỹ, nữ ca sĩ
- 22 tháng 2: Brett Emerton, cầu thủ bóng đá Úc
- 26 tháng 2: Ngô Thanh Vân, diễn viên, người mẫu, ca sĩ, nhà sản xuất, vũ công, đạo diễn người Việt Nam
- 28 tháng 2: Stefan Wessels, cầu thủ bóng đá Đức

### Tháng 3
- 1 tháng 3: Stefan Frühbeis, cầu thủ bóng đá Đức
- 2 tháng 3: Damien Duff, cầu thủ bóng đá Ireland
- 5 tháng 3:
  - Gonghong Tang, nữ vận động viên cử tạ Trung Hoa
  - Youssef Mokhtari, cầu thủ bóng đá Maroc
- 8 tháng 3: Quincy Detenamo, vận động viên cử tạ
- 10 tháng 3: Alexander Khuon, diễn viên Đức
- 11 tháng 3:
  - Nguyễn Thúy Hiền, vận động viên Wushu Việt Nam
  - Elton cháy, cầu thủ bóng rổ Mỹ
- 12 tháng 3: Pete Doherty, nhạc sĩ nhạc rock Anh
- 14 tháng 3: Nicolas Anelka, cầu thủ bóng đá Pháp
- 16 tháng 3: Edison Méndez, cầu thủ bóng đá
- 17 tháng 3: Millon Wolde, vận động viên điền kinh
- 19 tháng 3: Ivan Ljubičić, vận động viên quần vợt Croatia
- 21 tháng 3: Đàm Quang Minh, kiêm hiệu trưởng Trường Đại học FPT
- 25 tháng 3: Muriel Hurtis, nữ vận động viên điền kinh Pháp
- 26 tháng 3: Nacho Novo, cầu thủ bóng đá Tây Ban Nha
- 30 tháng 3: Norah Jones, nữ ca sĩ Mỹ
- 31 tháng 3: Jonna Mendes, nữ vận động viên chạy ski Mỹ

### Tháng 4
- 2 tháng 4: Thomas Mutsch, đua xe Đức
- 4 tháng 4:
  - Jessica Napier, nữ diễn viên New Zealand
  - Heath Ledger, diễn viên Úc
- 5 tháng 4:
  - Julio César da Rosa, cầu thủ bóng đá Brasil
  - Timo Hildebrand, cầu thủ bóng đá Đức
- 6 tháng 4: Britta Kamrau, nữ vận động viên bơi lội Đức
- 8 tháng 4: Alexi Laiho, nhạc sĩ Phần Lan
- 9 tháng 4:
  - Ben Silverstone, diễn viên Anh
  - Katsumi, nữ diễn viên phim khiêu dâm Pháp
  - Mario Matt, nữ vận động viên chạy ski Áo
- 10 tháng 4: Sophie Ellis-Bextor, nữ ca sĩ Anh
- 11 tháng 4: Michel Riesen, vận động viên khúc côn cầu trên băng Thụy Sĩ
- 12 tháng 4:
  - Nguyễn Anh Tuấn, chính trị gia Việt Nam
  - Claire Danes, nữ diễn viên Mỹ
- 13 tháng 4: Meghann Shaughnessy, nữ vận động viên quần vợt Mỹ
- 16 tháng 4: Rudi-Marek Dutschke, chính trị gia Đức
- 18 tháng 4: Pawina Thongsuk, nữ vận động viên cử tạ Thái Lan
- 19 tháng 4:
  - Antoaneta Stefanowa, người đánh cờ Bulgaria
  - Kate Hudson, nữ diễn viên Mỹ
- 21 tháng 4: Nino Garris, cầu thủ bóng rổ
- 23 tháng 4:
  - Lauri Johannes Ylönen, nam ca sĩ, nhà soạn nhạc
  - Nicolas Portal, tay đua xe đạp Pháp
- 26 tháng 4: Ferydoon Zandi, cầu thủ bóng đá
- 28 tháng 4: Jorge Garcia, diễn viên Mỹ
- 29 tháng 4: Zsolt Lőw, cầu thủ bóng đá Hungary

### Tháng 5
- 5 tháng 5:
  - Shane Filan, ca sĩ người Ireland
  - Cedric van der Gun, cầu thủ bóng đá người Hà Lan
- 6 tháng 5: Gerd Kanter, vận động viên điền kinh người Estonia
- 9 tháng 5:
  - Andrew W. K., nhạc sĩ nhạc rock người Mỹ
  - Rubens Bertogliati, tay đua xe đạp người Thụy Sĩ
  - Nguyễn Thành Nam, Phó giám đốc, Tổng biên tập Nhà xuất bản Trẻ (m. 2024)[4]
- 12 tháng 5: Joaquim Rodríguez, tay đua xe đạp người Tây Ban Nha
- 14 tháng 5: Oliver Jonas, vận động viên khúc côn cầu trên băng người Đức
- 15 tháng 5: Renato, cầu thủ bóng đá người Brasil
- 16 tháng 5: Matthias Kessler, tay đua xe đạp người Đức
- 19 tháng 5: Andrea Pirlo, cầu thủ bóng đá người Ý
- 20 tháng 5: Jana Pallaske, nữ diễn viên người Đức
- 21 tháng 5: Mauricio Ardila, tay đua xe đạp người Colombia
- 24 tháng 5: Tracy McGrady, cầu thủ bóng rổ người Mỹ
- 25 tháng 5: Elli Erl, nữ ca sĩ người Đức
- 29 tháng 5: Arne Friedrich, cầu thủ bóng đá người Đức
- 30 tháng 5: Fabian Ernst, cầu thủ bóng đá người Đức
- 31 tháng 5: Tanja Mairhofer, nữ diễn viên

### Tháng 6
- 1 tháng 6: TheFatRat (Christian Friedrich Johannes Büttner), nhà sản xuất thu âm, DJ, kỹ sư âm thanh người Đức
- 3 tháng 6: Florian Hartleb, nhà chính trị học Đức
- 4 tháng 6: Naohiro Takahara, cầu thủ bóng đá Nhật Bản
- 5 tháng 6:
  - Cristiano de Lima, cầu thủ bóng đá người Brasil (mất 2004)
  - Antonio di Salvo, cầu thủ bóng đá Ý
- 7 tháng 6: Kevin Hofland, cầu thủ bóng đá Hà Lan
- 14 tháng 6: Paradorn Srichaphan, vận động viên quần vợt Thái Lan
- 15 tháng 6:
  - Demond Greene, cầu thủ bóng rổ Đức
  - Christian Rahn, cầu thủ bóng đá Đức
  - Julia Nesterenko, nữ vận động viên điền kinh Belarus, huy chương Thế Vận Hội
- 18 tháng 6: Andrew Sinkala, cầu thủ bóng đá
- 21 tháng 6: Chris Pratt, diễn viên Mỹ
- 22 tháng 6: Thomas Voeckler, tay đua xe đạp Pháp
- 25 tháng 6:
  - Daniel Jensen, cầu thủ bóng đá Đan Mạch
  - Martina Ittenbach, nữ diễn viên Đức
  - Jan Gustafsson, người đánh cờ Đức
- 26 tháng 6: Dương Ngọc Thái, ca sĩ người Việt Nam
- 27 tháng 6: Fabrizio Miccoli, cầu thủ bóng đá Ý
- 29 tháng 6: Silvio Schröter, cầu thủ bóng đá Đức
- 30 tháng 6: Sylvain Chavanel, tay đua xe đạp Pháp

### Tháng 7
- 1 tháng 7: Sylvain Calzati, tay đua xe đạp Pháp
- 2 tháng 7: Joe Thornton, vận động viên khúc côn cầu trên băng Canada
- 3 tháng 7: Ludivine Sagnier, nữ diễn viên Pháp
- 5 tháng 7: Amélie Mauresmo, nữ vận động viên quần vợt Pháp
- 10 tháng 7:
  - Tobias Unger, vận động viên điền kinh Đức
  - Lucjan Karasiewicz, chính trị gia Ba Lan
  - Gong Yoo, nam diễn viên người Hàn Quốc
- 15 tháng 7: Travis Fimmel, người mẫu Úc, diễn viên
- 15 tháng 7:
  - Boubacar Diarra, cầu thủ bóng đá
  - Alexander Frei, cầu thủ bóng đá Thụy Sĩ
- 17 tháng 7: Robin Szolkowy, vận động viên trượt băng nghệ thuật Đức
- 19 tháng 7: Zvonimir Vukić, cầu thủ bóng đá
- 20 tháng 7: Miklós Fehér, cầu thủ bóng đá Hungary (mất 2004)
- 25 tháng 7:
  - Stefanie Hertel, nữ ca sĩ Đức
  - Hrvoje Vukovic, cầu thủ bóng đá Croatia
- 26 tháng 7: Paul Freier, cầu thủ bóng đá Đức
- 28 tháng 7: Birgitta Haukdal, nữ ca sĩ nhạc pop
- 29 tháng 7: Andre Lakos, vận động viên khúc côn cầu trên băng Áo
- 31 tháng 7: Carlos Marchena, cầu thủ bóng đá Tây Ban Nha

### Tháng 8
- 1 tháng 8:
  - Sascha Bäcker, cầu thủ bóng đá Đức
  - Joseph Jason Namakaeha Momoa, diễn viên Mỹ
- 3 tháng 8:
  - Vivian Lindt, nữ ca sĩ Đức
  - Evangeline Lilly, nữ diễn viên Canada
- 4 tháng 8: Natasha Lyonne, nữ diễn viên Mỹ
- 5 tháng 8: David Healy, cầu thủ bóng đá Bắc Ireland
- 9 tháng 8: Helge Payer, cầu thủ bóng đá Áo
- 11 tháng 8: Nemanja Vučićević, cầu thủ bóng đá Serbia
- 12 tháng 8: Austra Skujytė, nữ vận động viên điền kinh
- 19 tháng 8: Oumar Kondé, cầu thủ bóng đá Thụy Sĩ
- 22 tháng 8: Jennifer Finnigan, nữ diễn viên Canada
- 25 tháng 8:
  - Philipp Mißfelder, chính trị gia Đức
  - Nedžad Botonjič, cầu thủ bóng đá Slovenia (mất 2005)
- 28 tháng 8:
  - Robert Hoyzer, trọng tài bóng đá Đức
  - Markus Pröll, cầu thủ bóng đá Đức
- 29 tháng 8: Kristjan Rahnu, vận động viên điền kinh Estonia

### Tháng 9
- 2 tháng 9: Ngô Trác Hi, diễn viên Hồng Kông
- 4 tháng 9: Kerstin Garefrekes, nữ cầu thủ bóng đá Đức
- 5 tháng 9: John Carew, cầu thủ bóng đá Na Uy
- 6 tháng 9: Matt Gadsby, cầu thủ bóng đá Anh (mất 2006)
- 8 tháng 9: 
  - Péter Lékó, người đánh cờ Hungary
  - Pink, ca sĩ, vũ công, diễn viên người Mỹ
- 15 tháng 9: 
  - Marcel Gebhardt, cầu thủ bóng đá Đức
  - Sebastian Lang, tay đua xe đạp Đức
  - Lorenzo Bernucci, tay đua xe đạp Ý
- 16 tháng 9: Từ Tử San, nữ diễn viên Hồng Kông
- 18 tháng 9: Inamoto Junichi, cầu thủ bóng đá người Nhật
- 19 tháng 9: Hermione Jean Granger, nữ phù thủy nhà Gryffindor
- 21 tháng 9: Liên Tịnh Văn, diễn viên Trung Quốc
- 24 tháng 9: Katja Kassin, nữ diễn viên phim khiêu dâm
- 26 tháng 9: Vân Quang Long, ca sĩ người Việt Nam - cựu thành viên nhóm 1088 (mất 2020)
- 27 tháng 9: 
  - Michael Mutzel, cầu thủ bóng đá Đức
  - Ono Shinji, cầu thủ bóng đá Nhật Bản

### Tháng 10
- 3 tháng 10:
  - Shannyn Sossamon, nữ diễn viên Mỹ
  - Antonio Dos Santos, cầu thủ bóng đá Brasil
- 4 tháng 10:
  - Rachael Leigh Cook, nữ diễn viên, người mẫu Mỹ
  - Kevin Trường, đầu bếp Việt Nam
- 5 tháng 10: Diêu Thần, nữ diễn viên Trung Quốc
- 6 tháng 10: David di Tommaso, cầu thủ bóng đá Pháp (mất 2005)
- 8 tháng 10: Kristanna Loken, nữ diễn viên Mỹ, người mẫu
- 9 tháng 10: Brandon Routh, diễn viên Mỹ
- 10 tháng 10:
  - Nicolás Massú, vận động viên quần vợt Chile
  - Ngô Tôn, nam ca sĩ Trung Quốc
- 15 tháng 10: Paul Robinson, cầu thủ bóng đá Anh 
  - Māris Verpakovskis, cầu thủ bóng đá
- 17 tháng 10: Kimi Räikkönen, tay đua Công thức 1 Phần Lan 
  - Việt Dragon Rapper người Úc gốc Việt (mất 2012)
- 18 tháng 10:
  - Florian Toncar, chính trị gia, nghị sĩ quốc hội liên bang Đức
  - Ne-Yo, ca sĩ R&B Mỹ
- 20 tháng 10: Katharina Schüttler, nữ diễn viên Đức
- 23 tháng 10: Vanessa Petruo, nữ ca sĩ nhạc pop Đức
- 24 tháng 10: Renee Pornero, nữ diễn viên phim khiêu dâm
- 27 tháng 10:
  - Heydi Núñez Gómez, người mẫu
  - Joana Zimmer, nữ ca sĩ Đức
- 28 tháng 10:
  - Isabella Ochichi, nữ vận động viên điền kinh
  - Jawed Karim, đồng sáng lập YouTube
- 30 tháng 10: Simão, cầu thủ bóng đá Bồ Đào Nha

### Tháng 11
- 2 tháng 11: Silvio Smalun, vận động viên trượt băng nghệ thuật Đức
- 3 tháng 11:Pablo Aimar tiền vệ tài hoa người Argentina
- 5 tháng 11: Patrick Owomoyela, cầu thủ bóng đá Đức
- 13 tháng 11: Ron Artest, cầu thủ bóng rổ Mỹ
- 14 tháng 11:
  - Mavie Hörbiger, nữ diễn viên Đức
  - Osleidys Menéndez, nữ vận động viên điền kinh Cuba
- 15 tháng 11: Brett Lancaster, tay đua xe đạp Úc
- 17 tháng 11: Mikel Astarloza, tay đua xe đạp Tây Ban Nha
- 18 tháng 11: Peer Kriesel, họa sĩ Đức
- 21 tháng 11: Vincenzo Iaquinta, cầu thủ bóng đá Ý
- 23 tháng 11:
  - Ivica Kostelić, vận động viên chạy ski Croatia
  - Nihat Kahveci, cầu thủ bóng đá Thổ Nhĩ Kỳ
- 24 tháng 11: Eva Konrad, nữ chính trị gia Áo
- 26 tháng 11: Massimiliano Blardone, vận động viên chạy ski Ý
- 27 tháng 11: Aleksandar Vasoski, cầu thủ bóng đá
- 28 tháng 11:
  - Tobias Kromer, cầu thủ bóng đá Úc
  - Fabian Gerber, cầu thủ bóng đá Đức

### Tháng 12
- 2 tháng 12: Yvonne Catterfeld, nữ ca sĩ nhạc pop Đức, nữ diễn viên
- 3 tháng 12: Rainbow Sun Francks, diễn viên Canada
- 5 tháng 12: Nick Stahl, diễn viên Mỹ
- 6 tháng 12:
  - Ân Đào, nữ diễn viên Trung Quốc
  - Tim Cahill, cựu cầu thủ bóng đá người Úc
  - Simone Hanselmann, nữ diễn viên Đức
- 8 tháng 12: Lâm Phong, ca sĩ kiêm diễn viên người Hồng Kông
- 9 tháng 12:
  - Hàn Du, nữ diễn viên người Đài Loan
  - Trần Hảo, nữ diễn viên, người mẫu, ca sĩ, dẫn chương trình người Trung Quốc,
- 13 tháng 12: Jurica Puljiz, cầu thủ bóng đá Croatia
- 14 tháng 12:
  - Tobias Willi, cầu thủ bóng đá Đức
  - Michael Owen, cầu thủ bóng đá Anh
- 16 tháng 12: Flo Rida, ca sĩ Mỹ
- 19 tháng 12: 
  - Nikolai Bury, diễn viên Đức
  - Quốc Đại, ca sĩ người Việt Nam
- 20 tháng 12: Michael Rogers, tay đua xe đạp Úc
- 22 tháng 12: Régis Dorn, cầu thủ bóng đá Pháp
- 23 tháng 12: Ina Paule Klink, nữ diễn viên Đức
- 24 tháng 12: 
  - Erkan Maria Moosleitner, diễn viên
  - Ariane Grundies, nhà văn nữ Đức
  - Ngọc Linh, ca sĩ Việt Nam
- 25 tháng 12: Hứa Vĩ Văn, nam ca sĩ, người mẫu và diễn viên nổi tiếng Việt Nam
- 26 tháng 12: Hoắc Kiến Hoa, nam diễn viên, ca sĩ người Đài Loan
- 27 tháng 12: Hồ Hoài Anh, nhạc sĩ người Việt Nam, chồng của nữ ca sĩ Lưu Hương Giang

## Mất

### Tháng 1
- 3 tháng 1: Conrad Nicholson Hilton, người thành lập Hilton Hotel Corporation (sinh 1887)
- 4 tháng 1: Peter Frankenfeld, diễn viên, nam ca sĩ (sinh 1913)
- 5 tháng 1: Charles Mingus, nhạc sĩ nhạc jazz Mỹ (sinh 1922)
- 6 tháng 1: Giorgio Colli, triết gia Ý (sinh 1917)
- 8 tháng 1: Sara Carter, nữ ca sĩ nhạc country Mỹ (sinh 1898)
- 9 tháng 1: Pier Luigi Nervi, kĩ sư xây dựng Ý (sinh 1891)
- 18 tháng 1: Maurice Challe, tướng Pháp (sinh 1905)
- 19 tháng 1: Egon Höhmann, chính trị gia Đức (sinh 1926)
- 20 tháng 1: Margarete Gröwel, nữ chính trị gia Đức (sinh 1899)
- 21 tháng 1: Hans-Hilmar Staudte, kiện tướng cờ vua Đức (sinh 1911)
- 26 tháng 1: Werner Kallmorgen, kiến trúc sư (sinh 1902)
- 26 tháng 1: Nelson A. Rockefeller, chính trị gia Mỹ, phó tổng thống Hoa Kỳ (sinh 1908)
- 29 tháng 1: René Deltgen, diễn viên Luxembourg (sinh 1909)

### Tháng 2
- 1 tháng 2: Luise Albertz, nữ chính trị gia Đức (sinh 1901)
- 2 tháng 2: Sid Vicious, nhạc công, ca sĩ người Anh, từng chơi cho Sex Pistols (sinh 1957)
- 9 tháng 2: Dennis Gábor, nhà vật lý học Hungary (sinh 1900)
- 10 tháng 2: Henry B. Ollendorff, luật gia Mỹ (sinh 1907)
- 10 tháng 2: Edvard Kardelj, chính trị gia (sinh 1910)
- 21 tháng 2: Leopold Hainisch, diễn viên Áo, đạo diễn (sinh 1891)

### Tháng 3
- 5 tháng 3: Dore Jacobs, nhà nữ sư phạm Đức (sinh 1894)
- 17 tháng 3: Jean Monnet, chính khách Pháp, chính trị gia (sinh 1888)
- 22 tháng 3: Paul Nevermann, chính trị gia Đức (sinh 1902)
- 25 tháng 3: Anton Heiller, nhà soạn nhạc Áo, nghệ sĩ đàn ống (sinh 1923)
- 30 tháng 3: Hans Liesche, vận động viên điền kinh Đức (sinh 1891)
- 30 tháng 3: José María Velasco Ibarra, tổng thống Ecuador (sinh 1893)

### Tháng 4
- 4 tháng 4: Zulfikar Ali Bhutto, tổng thống, thủ tướng Pakistan (sinh 1928)
- 7 tháng 4: Bruno Apitz, nhà văn Đức (sinh 1900)
- 10 tháng 4: Nino Rota, nhà soạn nhạc Ý (sinh 1911)
- 10 tháng 4: Dom Paul Benoît, nhà soạn nhạc (sinh 1893)
- 13 tháng 4: Günter Henle, chính trị gia Đức (sinh 1899)
- 14 tháng 4: Alfred Loritz, chính trị gia Đức (sinh 1902)
- 25 tháng 4: Robert van't Hoff, kiến trúc sư Hà Lan (sinh 1887)
- 27 tháng 4: Willibald Schmaus, cầu thủ bóng đá (sinh 1912)
- 30 tháng 4: Hugo Scharnberg, chính trị gia Đức (sinh 1893)

### Tháng 5
- 8 tháng 5: Talcott Parsons, nhà xã hội học người Mỹ, giáo sư của Đại học Harvard (sinh 1902)
- 10 tháng 5: Louis Paul Boon, nhà văn (sinh 1912)
- 11 tháng 5: Felix von Eckardt, chính trị gia Đức (sinh 1903)
- 11 tháng 5: Lester Flatt, nhạc sĩ nhạc đồng quê Mỹ (sinh 1914)
- 16 tháng 5: Robert Florey, đạo diễn phim, tác giả, diễn viên (sinh 1900)
- 22 tháng 5: Kurt Jooss, nghệ sĩ múa Đức, biên đạo múa (sinh 1901)
- 24 tháng 5: Francisco Casabona, nhà soạn nhạc Brasil (sinh 1894)
- 24 tháng 5: Marvin Duchow, nhà soạn nhạc Canada (sinh 1914)
- 26 tháng 5: Kim Ngọc - nguyên Bí thư Tỉnh ủy tỉnh Vĩnh Phú, Việt Nam (sinh 1917)
- 29 tháng 5: Mary Pickford, nữ diễn viên Canada (sinh 1892)

### Tháng 6
- 1 tháng 6: Werner Forßmann, nhà y học Đức (sinh 1904)
- 3 tháng 6: Arno Schmidt, nhà văn Đức, dịch giả (sinh 1914)
- 11 tháng 6: John Wayne, diễn viên Mỹ (sinh 1907)
- 12 tháng 6: Ferenc Nagy, thủ tướng Hungary (sinh 1903)
- 12 tháng 6: Hans Richarts, chính trị gia Đức
- 14 tháng 6: Ahmad Zahir, nam ca sĩ (sinh 1946)
- 16 tháng 6: Liselotte Welskopf-Henrich, nhà văn nữ Đức (sinh 1901)
- 16 tháng 6: Ignatius Kutu Acheampong, lãnh đạo nhà nước Ghana (sinh 1931)
- 16 tháng 6: Akwasi Afrifa, lãnh đạo nhà nước Ghana (sinh 1936)
- 16 tháng 6: Nicholas Ray, đạo diễn phim Mỹ (sinh 1911)
- 18 tháng 6: Sigmund Graff, nhà văn Đức (sinh 1898)
- 25 tháng 6: Philippe Halsman, nhiếp ảnh gia (sinh 1906)
- 26 tháng 6: Fred Akuffo, lãnh đạo nhà nước Ghana (sinh 1937)
- 28 tháng 6: Paul Dessau, nhà soạn nhạc Đức, người điều khiển dàn nhạc (sinh 1894)
- 29 tháng 6: Lowell George, nhạc sĩ Mỹ (sinh 1945)

### Tháng 7
- 1 tháng 7: Eduard Bargheer, họa sĩ Đức (sinh 1901)
- 6 tháng 7: Antonio María Barbieri, tổng Giám mục Montevideo, Hồng y Giáo chủ (sinh 1892)
- 6 tháng 7: Van McCoy, nhạc sĩ Mỹ, nhà sản xuất (sinh 1940)
- 8 tháng 7: Robert B. Woodward, nhà hóa học Mỹ (sinh 1917)
- 8 tháng 7: Shinichiro Tomonaga, nhà vật lý học Nhật Bản (sinh 1906)
- 8 tháng 7: Elizabeth Ryan, nữ vận động viên quần vợt Mỹ (sinh 1892)
- 10 tháng 7: Arthur Fiedler, người điều khiển dàn nhạc Mỹ, Violinist (sinh 1894)
- 11 tháng 7: Hermann Zondek, bác sĩ (sinh 1887)
- 12 tháng 7: Kalervo Tuukanen, nhà soạn nhạc Phần Lan (sinh 1909)
- 15 tháng 7: Gustavo Díaz Ordaz, chính trị gia México, tổng thống México (sinh 1911)
- 16 tháng 7: James Francis McIntyre, tổng Giám mục Los Angeles, Hồng y Giáo chủ (sinh 1886)
- 16 tháng 7: Alfred Deller, nam ca sĩ Anh (sinh 1912)
- 17 tháng 7: Edward Akufo-Addo, tổng thống Ghana (sinh 1906)
- 21 tháng 7: Ludwig Renn, nhà văn Đức (sinh 1889)
- 22 tháng 7: Sándor Kocsis, cầu thủ bóng đá Hungary (sinh 1929)
- 28 tháng 7: Frederick Stafford, diễn viên (sinh 1928)

### Tháng 8
- 1 tháng 8: Ethelbert Stauffer, nhà thần học Tin Lành (sinh 1902)
- 2 tháng 8: Hermann Schmitt-Vockenhausen, chính trị gia Đức, nghị sĩ quốc hội liên bang (sinh 1923)
- 3 tháng 8: Alfredo Ottaviani, Hồng y Giáo chủ (sinh 1890)
- 6 tháng 8: Feodor Lynen, nhà hóa sinh Đức, Giải Nobel (sinh 1911)
- 8 tháng 8: Emil Belzner, nhà báo Đức, nhà văn (sinh 1901)
- 10 tháng 8: Walther Gerlach, nhà vật lý học Đức (sinh 1889)
- 10 tháng 8: José María Pinilla Fábrega, tổng thống thứ 34 của Panama (sinh 1919)
- 11 tháng 8: Georgi Wassiljewitsch Florowski, nhà thần học Chính thống giáo (sinh 1893)
- 12 tháng 8: Ernst Boris Chain, nhà hóa sinh Anh (sinh 1906)
- 12 tháng 8: James Gordon Farrell, nhà văn (sinh 1935)
- 16 tháng 8: John Diefenbaker, chính trị gia Canada (thủ tướng) (sinh 1895)
- 21 tháng 8: Giuseppe Meazza, cầu thủ bóng đá Ý (sinh 1910)
- 21 tháng 8: Karl Bergmann, chính trị gia Đức, nghị sĩ quốc hội liên bang (sinh 1907)
- 25 tháng 8: Hans Schimank, nhà vật lý học Đức (sinh 1888)
- 26 tháng 8: Mika Waltari, nhà văn Phần Lan (sinh 1908)
- 27 tháng 8: Bolesław Szabelski, nhà soạn nhạc Ba Lan (sinh 1896)

### Tháng 9
- 4 tháng 9: Sefton Delmer, nhà báo Anh (sinh 1904)
- 5 tháng 9: Alberto di Jorio, Hồng y Giáo chủ (sinh 1884)
- 6 tháng 9: Joachim Jeremias, nhà thần học (sinh 1900)
- 8 tháng 9: Jean Seberg, nữ diễn viên Mỹ (sinh 1938)
- 11 tháng 9: Alexander Schawinsky, nhiếp ảnh gia, họa sĩ (sinh 1904)
- 12 tháng 9: Jocelyne LaGarde, nữ diễn viên (sinh 1924)
- 16 tháng 9: Gio Ponti, kiến trúc sư Ý (sinh 1891)
- 20 tháng 9: Ludvík Svoboda, tướng Tiệp Khắc, tổng thống (sinh 1895)
- 21 tháng 9: Dieter Seeler, cầu thủ bóng đá Đức (sinh 1931)
- 21 tháng 9: Sámal Joensen-Mikines, họa sĩ (sinh 1906)
- 25 tháng 9: Tapio Rautavaara, vận động viên điền kinh Phần Lan, nhạc sĩ, diễn viên (sinh 1915)
- 27 tháng 9: Jimmy McCulloch, nhạc sĩ Anh (sinh 1953)
- 29 tháng 9: Francisco Macías Nguema, tổng thống đầu tiên của Guinea Xích Đạo (sinh 1924)

### Tháng 10
- 1 tháng 10: Roy Harris, nhà soạn nhạc Mỹ (sinh 1898)
- 1 tháng 10: Dorothy Arzner, nữ đạo diễn phim Mỹ (sinh 1897)
- 3 tháng 10: Humberto Teixeira, nhạc sĩ Brasil, nhà soạn nhạc (sinh 1915)
- 15 tháng 10: Gus Cannon, nhạc sĩ blues Mỹ (sinh 1883)
- 15 tháng 10: Jacob L. Devers, tướng Mỹ (sinh 1887)
- 17 tháng 10: Karel Reiner, nhà soạn nhạc Séc (sinh 1910)
- 18 tháng 10: Hellmuth von Hase, nhà xuất bản Đức (sinh 1891)
- 18 tháng 10: Hans Seigewasser, chính trị gia Đức (sinh 1905)
- 19 tháng 10: Richard Friedenthal, nhà văn Đức (sinh 1896)
- 23 tháng 10: Antonio Caggiano, tổng Giám mục Buenos Aires, Hồng y Giáo chủ (sinh 1889)
- 24 tháng 10: Heinz Frommhold, chính trị gia Đức (sinh 1906)
- 26 tháng 10: Bak Jeonghui, chính trị gia Hàn Quốc (sinh 1917)

### Tháng 11
- 6 tháng 11: Cecil Purdy, người đánh cờ Úc (sinh 1906)
- 10 tháng 11: Friedrich Torberg, nhà văn Áo, nhà báo (sinh 1908)
- 22 tháng 11: Frans de Bruyn Kops, cầu thủ bóng đá Hà Lan (sinh 1886)
- 23 tháng 11: Merle Oberon, nữ diễn viên Anh (sinh 1911)
- 24 tháng 11: Hans Nachtsheim, nhà động vật học (sinh 1890)
- 26 tháng 11: John Cromwell, diễn viên Mỹ, đạo diễn phim (sinh 1887)
- 29 tháng 11: Walter Matthias Diggelmann, nhà văn Thụy Sĩ (sinh 1927)
- 30 tháng 11: Arno Assmann, diễn viên Đức, đạo diễn phim (sinh 1908)

### Tháng 12
- 3 tháng 12: Hans Rohde, cầu thủ bóng đá Đức (sinh 1914)
- 4 tháng 12: Walther Müller, nhà vật lý học Đức (sinh 1905)
- 5 tháng 12: Sonia Delaunay-Terk, nữ họa sĩ Pháp (sinh 1885)
- 7 tháng 12: Edward Gottlieb, doanh nhân Mỹ (sinh 1898)
- 7 tháng 12: Nicolas Born, nhà văn Đức (sinh 1937)
- 9 tháng 12: Arthur Mertins, chính trị gia Đức (sinh 1898)
- 11 tháng 12: Carlo Schmid, nhà chính trị học Đức, chính trị gia (sinh 1896)
- 13 tháng 12: Alfred Bengsch, Giám mục Công giáo, Hồng y Giáo chủ (sinh 1921)
- 16 tháng 12: Vagif Mustafa Zadeh, nhà soạn nhạc, nghệ sĩ dương cầm (sinh 1940)
- 26 tháng 12: Helmut Hasse, nhà toán học Đức (sinh 1898)
- 28 tháng 12: Walter Hochmuth, chính trị gia Đức (sinh 1904)
- 29 tháng 12: Branimir Sakač, nhà soạn nhạc Croatia (sinh 1918)
- Gordon Pai'ea Chung-Hoon

## Giải thưởng Nobel
- Hóa học - Herbert C. Brown, Georg Wittig
- Văn học - Odysseas Elytis
- Hòa bình - Mẹ Teresa
- Vật lý - Sheldon Lee Glashow, Abdus Salam, Steven Weinberg
- Y học - Allan M. Cormack, Godfrey N. Hounsfield
- Kinh tế - Theodore Schultz, Arthur Lewis